# Рум'янцев Іван Іванович
Іван Іванович Рум'янцев (22 жовтня (4 листопада) 1913, місто Богородськ Московської губернії, тепер місто Ногінськ Московської області, Російська Федерація — 6 жовтня 1992, Москва) — радянський  діяч, 1-й секретар Московського міського комітету ВКП(б). Герой Соціалістичної Праці (13.06.1984). Депутат Верховної Ради СРСР 3-го скликання.

## Біографія
Закінчив середню школу та школу фабрично-заводського учнівства. У 1927 році вступив до комсомолу.
У 1930—1941 роках — робітник, майстер, начальник групи, плановик, старший диспетчер заводу імені Фрунзе в місті Москва. Обирався секретарем цехової комсомольської організації, секретарем партійного бюро цеху.
Член ВКП(б) з 1932 року.
У 1934 року закінчив Московський авіаційний технікум.
У 1941 році перекладений на партійну роботу. У 1941—1943 роках — комісар штабу з евакуації, заступник секретаря, секретар комітету ВКП(б) Московського авіаційного заводу № 24 імені Фрунзе Наркомату авіаційній промисловості СРСР в Москві, а потім у місті Куйбышев (Самара).
У 1943—1946 роках — інструктор відділу авіаційної промисловості Московського міського комітету ВКП(б), партійний організатор ВКП(б) машинобудівного заводу.
У 1946—1950 роках — секретар, 1-й секретар Ленінградського районного комітету ВКП(б) міста Москви.
У 1948 року заочно закінчив Вищу партійну школу при ЦК ВКП(б), а в 1949 році — екстерном Московський вчительський інститут.
З 25 січня 1950 по липень 1952 року — 1-й секретар Московського міського комітету ВКП(б). У липні 1952 року звільнений з посади першого секретаря Московського міськкому ВКП(б) і направлений на роботу в авіаційну промисловість.
У 1952—1963 роках — заступник директора, директор авіаційного заводу № 124 в Москві.
У 1963—1986 роках — директор Московського машинобудівного заводу «Знамя Революции» («Прапор Революції») — генеральний директор виробничого об'єднання «Прапор Революції» (тепер — ВАТ «МПО імені І. Рум'янцева»). Указом Президії Верховної Ради СРСР («закритим») від 13 червня 1984 роки Рум'янцеву Івану Івановичу присвоєно звання Героя Соціалістичної Праці з врученням ордену Леніна і золотої медалі «Серп і Молот».
З 1986 року — на пенсії в Москві.
Помер 6 жовтня 1992 року. Похований в Москві на Ваганьковському цвинтарі.

## Нагороди
- Герой Соціалістичної Праці (13.06.1984)
- ордени Леніна (2.07.1945, 17.06.1961, 29.03.1976, 13.06.1984)
- орден Жовтневої Революції (26.04.1971)
- два ордени Трудового Червоного Прапора (12.07.1957, 29.01.1981)
- три ордени Червоної Зірки (10.07.1943, 16.09.1945, 6.09.1947)
- орден «Знак Пошани» (10.07.1943)
- медаль «За оборону Москви»
- медаль «За доблесну працю у Великій Вітчизняній війні 1941—1945 рр.»
- медалі